# Polskie Normy Zdrowia
Polskie Normy Zdrowia (oznaczane symbolem PL-NZ) – normy o zasięgu krajowym dla wyrobów, usług oraz systemów, stosowane dobrowolnie. Organem tworzącym i odpowiadającym za organizację całego krajowego systemu Polskich Norm Zdrowia jest Centralny Ośrodek Normalizacyjny (CON), nad którym nadzór sprawuje Narodowe Centrum Zdrowia Publicznego i Higieny – Instytut Zdrowia w Warszawie. Normy PL-NZ są zindywidualizowane, co oznacza, iż oprócz obowiązkowego zakresu atestacyjnego (specyficznego dla danego wyrobu, usługi lub systemu) może on zostać rozszerzony o dodatkowe badania, których przeprowadzeniem zainteresowana jest strona atestowana. 
Opracowana przez CON dokumentacja tworzy normę odniesienia w zakresie kryteriów bezpieczeństwa dla zdrowia i życia użytkownika/konsumenta, które musi spełniać dany wyrób, usługa lub system.
Wyroby, usługi lub systemy spełniające kryteria bezpieczeństwa otrzymują atest PL-NZ (świadectwo zgodności) i mogę być oznaczane Znakiem PL-NZ.
Polskie Normy Zdrowia nie są tożsame z Polską Normą (norma techniczna) za którą odpowiada Polski Komitet Normalizacyjny.

## Dyrektywy Unii Europejskiej
Centralny Ośrodek Normalizacyjny jest jedyną krajową jednostką normalizacyjną działającą zgodnie z wymogami europejskiego prawa w zakresie niezależności administracyjnej i finansowej od jakiejkolwiek grupy interesów, w tym administracji rządowej.
Podstawa prawna: art. 15, ust. 2,6